# 法基赫
法基赫（阿拉伯語：فقيه；英語：faqīh）是指伊斯蘭教法學的專家。法基赫一詞在字面上一般解作法學家。

## 伊斯蘭教法與法基赫的關聯
伊斯蘭教法與法基赫有密切的關聯。
費格赫（Fiqh，伊斯蘭教法）在語意上解作「了解」，而術語上的解釋是「以行動者的詳細引證而來的法律原則的知識」，當中的「法律原則」不包括純屬理論性的原則及伊斯蘭教六大信仰和伊斯蘭教義學（Kalam，透過溝通來尋求神學學說）的論說，例如教法淵源學的研究。「行動者的詳細引證」包括以下兩項：
- 引證方法
- 引證所得的知識要得到符合伊斯蘭教各項佐證的支持。

## 引證方法及來源
引證方法在教法淵源學的相關書籍裡有所論及，而被認為是有效的引申規條證據有很多，其中四種的證據被絕大多數的法學家認可：
- 古蘭經
- 聖行
- 伊制馬（Ijma，「共識」）
- 持續假定

遜尼派和什葉派的絕大多數法學家都認可這四種證據。

## 存疑的證據
各派對其他的證據仍未達成共識，如扎希丽派（Ẓāhirī，一個法學派別）不承認格雅斯（Qiyas，類比推理）的有效性。
十二伊瑪目派將古蘭經和聖行視為同等重要也備受爭論，不被遜尼派法學家所接受。什葉派法學法則質疑對薩哈巴言論的認可。
不屬於遜尼派和什葉派的伊巴德派（Ibadi）法學家認為他們所收集的聖訓應成為證據。不過這些證據普遍都被兩派視為虛構和不必要。

## 成為法基赫的條件
法基赫要完全或部分符合伊智提哈德的條件。
完全符合條件的法基赫被稱為不受限制的法學家（Mujtahid Mutlaq），而未達到這種程度的法學家一般可掌握一個或以上學派的學說，並可運用這些學說進行法律管治。
一般來說，未完全符合條件的法學家會被稱為有限的法學家（Mujtahid Muqayyad），可通過專門領域或個別學派的法律，這是基於特殊領域可應用伊智提哈德或法律推論，而不必完全恪守沙里亞法規或其相關法律和法理。
牽涉到伊斯蘭教法學的職業如法官、律師、抄寫員都須對伊斯蘭教法學具備初步或深入的認識。
遜尼派的觀點認為現時沒有任何法學家（或極少數）到達不受限制的法學家的程度。什葉派十二伊瑪目派認為他們的阿亞圖拉全都是不受限制的法學家。

## 外部連結
- （英文）誰是法基赫